# Anselmo Citterio
Anselmo Citterio (Desio, 19 maggio 1927 – Desio, 2 ottobre 2006) è stato un pistard italiano.
Fu vicecampione olimpico nell'inseguimento a squadre ai Giochi di Londra 1948.

## Carriera
Dopo aver conquistato nel 1947 il titolo nazionale nell'inseguimento su pista, l'anno seguente vinse la medaglia d'argento ai Giochi della XIV Olimpiade nell'inseguimento a squadre, insieme ad Arnaldo Benfenati, Guido Bernardi e Rino Pucci.
Alla fine della attività agonistica fu membro della commissione tecnica internazionale del ciclismo dal 1963 al 1965, vice presidente commissione tecnica nazionale di ciclismo dal 1963 al 1965 e vice commissario tecnico squadra nazionale ciclismo professionisti dal 1963 al 1966.
Negli anni 70 fu presidente della associazione sportiva Aurora Desio.
Fu fondatore della Associazione Nazionale Atleti Azzurri nel 1948, di cui fu consigliere nazionale nel 1960.

## Piazzamenti

### Competizioni mondiali
- Giochi olimpici

Londra 1948 - Inseguimento a squadre: Medaglia d'Argento
- 1948 Medaglia D'Oro Emilio Colombo (Ciclismo su pista)
- 1949 Vincitore Gran Premio di Vienna (Ciclismo su pista)
- 1949 Vincitore Gran Premio del Danubio (Ciclismo su strada)
- 1949 Vincitore Gran Premio del Brasile, a San Paulo (Ciclismo su strada)
- 1949 Vincitore Gran Premio di Parigi (Ciclismo su pista, inseguimento a squadre)

### Competizioni Italiane
- dal 1945 al 1954 Campione Sociale Ciclismo su Strada
- 1947 Campione Italiano Inseguimento a squadre (Ciclismo su pista)
- 1948 Vice-Campione Italiano Inseguimento Individuale
- 1948 Campione Italiano Inseguimento a squadre
- 1948 Campione Lombardo Inseguimento Individuale
- 1949 Primatista e Recordman Americana (52,800 km/h)

## Altri Riconoscimenti
- 1948 Socio Fondatore dell'Associazione Nazionale Atleti Azzurri d'Italia A.N.A.A.I.
- 1954 Riceve l'Onorificenza di Cavaliere dell'Ordine Sovrano di Malta per Meriti Sportivi
- 1954 Viene Insignito del titolo di Cavaliere Ereditario dell'Ordine di St. Jean de Jerusalem dal Principe Grimaldi di Monaco
- 1954 Viene insignito del titolo di Cavalier Commendatore dell'Ordine Militare del SS. Salvador e Santa Brigida di Svezia per meriti sportivi.
- 1965 Viene insignito del Titolo di Cavaliere dell'Ordine al Merito della Repubblica Italiana da Giuseppe Saragat.
- 1968 Viene premiato con l'Alpe d'Oro dal Ministro Mario Scelba.
- 1976 viene nominato Sportivo dell'Anno su iniziativa del giornale Il Cittadino.
- 1989 Vincitore del Premio Corona Turrita, la più alta onorificenza cittadina del Comune di Desio.